# Laurie Weeks
Laurie Weeks (Sydney, 5 aprile 1986) è un ex rugbista a 15 australiano, che giocava nel ruolo di pilone. A livello internazionale vanta due presenze con l'Australia.

## Biografia
Weeks debuttò nel rugby professionistico nel 2007 durante l'Australian Rugby Championship disputato con i Sydney Fleet. Dopo le stagioni 2009 e 2010 giocate con la maglia dei Reds, nel 2011 si trasferì ai Melbourne Rebels, alla loro prima apparizione nel Super Rugby. Nel 2014 disputò il National Rugby Championship con la maglia dei Sydney Stars; esperienza che ripeté nel 2018, ma questa volta con i Melbourne Rising. Nel novembre 2018, dopo 108 apparizioni nel Super Rugby di cui 85 con i Melbourne Rebels, annunciò il suo ritiro dal rugby giocato.
A livello internazionale Weeks può vantare due presenze con la maglia dell'Australia, entrambe in partite contro la Francia durante il tour australe del 2014 di quest'ultima.